# Misterij
Misterij (lat. ministerium, služba) je srednjeveško dramsko delo, ki obravnava snov iz svetega pisma.
Pri misteriju dostikrat narekujejo snov igram prazniki z dramatičnim ozadjem, tako predvsem božič in velika noč. Zlasti priljubljene so bile velikonočne ali pasijonske igre (lat. passio, trpljenje), ki so prikazovale dogodke iz Kristusovega trpljenja.
Misteriji so bili najbolj razširjeni v Franciji, Italiji, Angliji in Španiji. Veliki španski dramatik Calderón jim je dal klasično obliko. Kasneje je z misterijem dosegel največ uspeha francoski dramatik Paul Claudel (Oznanenje).
Na Slovenskem je ohranjena Romualdova prireditev škofjeloške procesije (Škofjeloški pasijon). Ljudski pesnik (bukovnik) Andrej Šuster-Drabosnjak je 1811 izdal Marijin pasijon, iz novejše zgodovine pa je znan Meškov misterij Henrik, gobavi vitez.